# Globisporangium ultimum

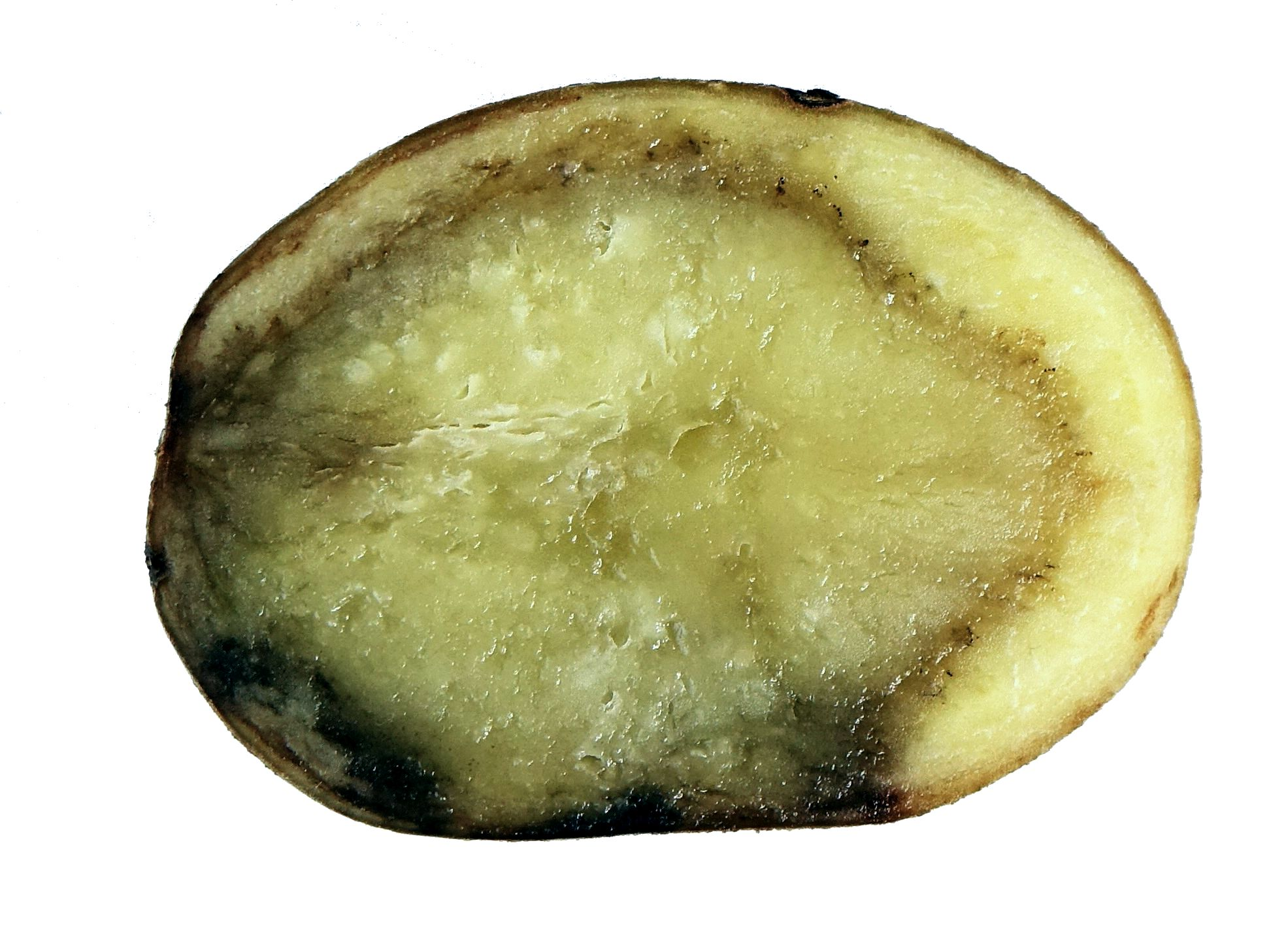
Wodna przyranna zgnilizna bulw ziemniaka

Globisporangium ultimum (R. Hesse) Uzuhashi, Tojo & Kakish. – gatunek organizmów zaliczanych do lęgniowców. Patogen wywołujący choroby wielu gatunków roślin.

## Systematyka i nazewnictwo
Pozycja w klasyfikacji według Index Fungorum: Globisporangium, Peronosporales, Peronosporidae, Peronosporea, Incertae sedis, Oomycota, Chromista.
Po raz pierwszy opisał go w 1901 r. Albert Howard Trow w Anglii na siewkach rzeżuchy z objawami mokrej zgnilizny. Nadal mu nazwę Pythium ultimum, w 2010 r. japońscy mykolodzy Shihomi Uzuhashi, Motoaki Tojo i Makoto Kakishima przenieśli go do rodzaju Globisporangium.
Synonimy:
- Globisporangium ultimum var. sporangiiferum (Drechsler) Uzuhashi, Tojo & Kakish. 2010
- Pythium ultimum Trow 1901
- Pythium ultimum var. sporangiiferum Drechsler 1960[3].

## Morfologia i rozwój
Na podłożu CMA tworzy włochatą kolonię, na PDA kultury są białe, puszyste, watowate z białym rewersem, na PDA kolonia jest promienista. Rozwija się w temperaturze 5–35 °C, a temperatura optymalna wynosi 25–30 °C, na PCA w temp. 25 °C rośnie w tempie około 30 mm/dzień, na PDA rośnie szybko, już w 5 dniu po inkubacji zarastając całą szalkę Petriego.
Strzępki o szerokości do 11 µm. Rozmnaża się wegetatywnie i płciowo. Zazwyczaj nie tworzy zarodni, w temperaturze 5 °C z rzadka natomiast tworzy pływki na kulistych nabrzmieniach strzępek o średnicy 20-25(-29) µm, zwykle interkalarnie, rzadziej na końcach.
Jest homotaliczny. Kuliste, gładkościenne lęgnie o średnicy (14–)20–24(–25) µm tworzą się zazwyczaj na końcach strzępek, rzadko interkalarnie. Plemnie tworzą się w liczbie 1–3 na każą lęgnię. Oospory kuliste, pojedyncze, o średnicy (12–)17–20(-21) µm, ze ścianą o grubości 2 µm lub więcej. Kiełkują tylko dojrzałe oospory, i zazwyczaj niezbędna jest do tego faza spoczynku. Podczas kiełkowania oospora tworzy strzępkę kiełkową strzępkę kiełkową lub zachowuje się jak zarodnia i tworzy pływki.
Zarodnie i pływki są krótkotrwałe, natomiast oospory mają zdolność zimowania i przetrwania nawet przez kilka lat niekorzystnych warunków środowiska. Sprzyjające im warunki rozwoju to temperatura poniżej 20 °C, wysoka wilgotność oraz dostępność cukrów i aminokwasów w glebie. Nabrzmienia strzępek patogenu mogą przetrwać w wysuszonej lub wilgotnej glebie przez 11 miesięcy. Po 2 latach przechowywania zakażonej gleby w temperaturze –18 °C, nadal znajdujące się w niej oospory były zdolne zainfekować siewki astra i groszku.
Zdolność infekcji mają zarówno strzępki, jak i struktury rozmnażania płciowego.

## Występowanie i siedlisko
Podano występowanie Globisporangium ultimum w Ameryce Północnej, Azji, Australii, na Nowej Zelandii i niektórych krajach Europy, w tym także w Polsce. W 2001 r. odnotowano jego występowanie w szklarniach na Spitsbergenie. Prawdopodobnie jest gatunkiem kosmopolitycznym. Jego zdolność do utrzymania się na resztkach roślinnych i pasożytowanie na licznych gatunkach roślin przyczynia się do jego szerokiego rozprzestrzenienia na świecie.
Jest saprotrofem i pasożytem. Jako saprotrof występuje na rozkładających się roślinach w glebie i stawach, jego występowanie jako pasożyta podano na następujących gatunkach i rodzajach roślin uprawnych: babka, bawełna, begonia, brokuł, brzoskwinia, burak cukrowy, cytryna zwyczajna, dalia, daktylowiec właściwy, dynia, fasola, groch, hiacynt, jabłoń, kalia, kapusta pekińska, katleja, kawowiec, kolendra, krokus, lwia paszcza, melon, partenium, piżmian jadalny, poinsecja, rabarbar, soja, sosna, tulipan, trzcina cukrowa, wilec ziemniaczany, zimowit, złocień oraz różne gatunki traw i siewki wielu gatunków drzew. Wywołuje u nich zgorzel siewek i korzeni. Wśród roślin uprawianych w Polsce wywołuje m.in. takie choroby jak: gnicie korzeni hiacynta, gnicie korzeni i miękka zgnilizna cebul tulipana, gnicie korzeni krokusa, gnicie korzeni poinsecji, zgorzel sadzonek chryzantemy, zgorzel korzeni różanecznika i wodna przyranna zgnilizna bulw ziemniaka.
Typowe objawy porażenia przez Globisporangium ultimum to zahamowanie wzrostu roślin, brunatnienie końców korzeni i więdnięcie rośliny w cieplejszych porach dnia (w ciągu nocy odżywają). Ostatecznie porażone rośliny żółkną i umierają.